# Aphyocypris chinensis
Aphyocypris chinensis là một loài cá chép thuộc chi Aphyocypris. Loài này có ở Nhật Bản, Triều Tiên và Trung Quốc.